# مجموعة سيتي لكرة القدم
Girona

Lommel

Manchester City

Palermo

مجموعة سيتي لكرة القدم (بالإنجليزية: City Football Group) هي شركة قابضة تأسست عام 2013، للإشراف على إنشاء وإدارة مجموعة من نوادي كرة القدم، تحت رعاية نادي مانشستر سيتي. تدير مجموعة أبوظبي المتحدة للتنمية والاستثمار هذه المجموعة، التي تضم عدداً من الأندية؛ مانشستر سيتي الإنجليزي ونادي نيويورك سيتي الأمريكي ونادي ملبورن سيتي الأسترالي ونادي يوكوهاما مارينوس الياباني ونادي لوميل البلجيكي ونادي مومباي سيتي الهندي ونادى جيرونا الاسباني وسيشوان الصيني ومونتيفيديو توركي الأوروجواياني.

## تاريخ المجموعة
تأسست مجموعة سيتي لكرة القدم في عام 2013، وهي بمثابة تحقيق لرؤية تجارية من قبل نائب الرئيس الاقتصادي السابق لبرشلونة فيران سوريانو. تصور سوريانو لأول مرة فكرة كيان عالمي لكرة القدم أثناء وجوده في النادي الكاتالوني، بدءًا من إنشاء أكاديميات خارجية تحمل علامة برشلونة التجارية. اتصل سوريانو بمفوض الدوري الأمريكي لكرة القدم دون جاربر بشأن إنشاء امتياز MLS يحمل علامة برشلونة، وتقدم الثنائي إلى حد البحث في عدة مواقع لوضع الفريق، ولكن في النهاية تم تقليص هذه الخطط عندما تم تقليص سوريانو وسبعة أعضاء آخرين من فريق برشلونة. اختار مجلس الإدارة الاستقالة احتجاجًا على قيادة الرئيس آنذاك خوان لابورتا.
بعد انقطاع دام أربع سنوات عن إدارة كرة القدم، تم تعيين سوريانو في أواخر عام 2012 ليحل محل جاري كوك كرئيس تنفيذي لمانشستر سيتي بعد استقالة الأخير. أحيا سوريانو طموحاته في إنشاء كيان تجاري عالمي لكرة القدم، بدءًا من استئناف الحوارات مع جاربر. أدت مناقشاتهم إلى الإعلان عن مدينة نيويورك باعتبارها الجانب التوسعي العشرين لـ MLS بعد أقل من عام واحد في مايو 2013. في عملية إدارة إنشاء فريق كرة قدم ثانٍ، تم إنشاء مجموعة City Football Group، المصممة لتكون الشركة القابضة التي ينتمي إليها كل من مانشستر سيتي وNYCFC. توسعت CFG في بداية عام 2014 عندما دخلت في شراكة مع فريق ملبورن ستورم في دوري الرغبي للحصول على حصة في امتياز الدوري الأسترالي ملبورن هارت مقابل 12 مليون دولار أسترالي. سيتم تغيير العلامة التجارية للنادي لاحقًا إلى مدينة ميلبورن، وتم تغيير شارته كجزء من محاولات المجموعة المبكرة لتضافر استثماراتهم مع مانشستر سيتي كعلامة تجارية، وسيتم تغيير ألوان النادي ببطء إلى الأزرق السماوي مع اللونين الأحمر والأحمر. - تم الاحتفاظ بالخطوط البيضاء كألوان بعيدة.
في الأسابيع التي تلت شراء ملبورن سيتي، أشارت مجموعة سيتي لكرة القدم إلى نيتها الاستثمار في كرة القدم النسائية من خلال إعادة تسمية الشركة التابعة لمانشستر سيتي لتصبح نادي مانشستر سيتي لكرة القدم للسيدات، ونجحت في الضغط من أجل إضافة الفريق إلى الطبقة العليا من الدوري. الدوري الإنجليزي الممتاز للسيدات، يعد بالاستثمار في كرة القدم للسيدات على نطاق لم يسبق له مثيل في إنجلترا. في وقت لاحق من العام التالي، ستنمو المجموعة مرة أخرى من خلال شراء 20% في الجانب الياباني يوكوهاما إف مارينوس، فريق الشركة التقليدي لمجموعة نيسان الراعية.
في أبريل 2017، بعد توقف دام ثلاث سنوات تقريبًا في توسعها، أعلنت المجموعة عن فريق الدرجة الثانية الأوروغواياني نادي أتلتيكو تورك، والذي سيتم تغيير اسمه لاحقًا إلى مونتيفيديو سيتي توركي. بعد عدة أشهر، تبع توركي نادي الدرجة الثانية الإسباني جيرونا، وهو نادي له روابط  مع مدير مانشستر سيتي الحالي بيب غوارديولا.
شهد عام 2019 بداية الزيادة في نشاط المجموعة عبر شراء نادي الدرجة الثالثة الصيني نادي شوانغ  تبعه في نهاية العام مشروع ثانٍ في قارة آسيا، عندما اشترت المجموعة حصة  في امتياز نادي في دوري السوبر الهندي هو نادي مومباي سيتي. عام 2020  تم عمليتي شراء للأندية في كرة القدم الأوروبية، أولها نادي لوميل يونايتد البلجيكي  ثم نادي تروا الفرنسي، حيث شهدت كلتا الصفقتين بشكل ملحوظ إنقاذ الأندية المشتراة من الصعوبات المالية  وربطها بالأضرار الاقتصادية. الناجمة عن جائحة كوفيد-19. في نفس العام، قاموا أيضًا بتوسيع مصالحهم التجارية من خلال السيطرة الوحيدة على شركة كرة القدم الخماسية five-a-side football التي تتخذ من الولايات المتحدة مقراً لها، وهو Targets Soccer Centers، وهي شركة استثمروا فيها سابقًا، في أعقاب الانهيار الوشيك لأصحاب الشركة بسبب فضيحة داخلية.
في مارس 2022، أعلن فريق الدرجة الثانية الهولندي ناك بريداا أنه بعد التحقيق في أفضل مقدمي العروض لبيع أسهم النادي، وافق المساهمون في النادي على البيع إلى المجموعة. ردًا على ذلك، نظمت جماهير النادي احتجاجات في كل من بريدا ومانشستر ولوميل. وبعد شهر، أعلنت مجموعة من المساهمين الذين يتمتعون بحقوق التصويت الرئيسية أنهم، في ضوء رد الفعل العنيف، اختاروا بدلاً من ذلك بيع أسهمهم إلى اتحاد محلي.

### قائمة الاندية
| اندية الرجال                                  |
| --------------------------------------------- |
| نادي ريال مدريد                               |
| Lommel                                        |
| مانشستر سيتي2                                 |
| Melbourne City                                |
| مونتيفيديو سيتي توركي                         |
| Mumbai City                                   |
| New York City                                 |
| Palermo                                       |
| Sichuan Jiuniu                                |
| Troyes                                        |
| يوكوهاما إف مارينوس                           |
| Bahia                                         |
| اندية السيدات                                 |
| Girona Femení A ‏3                             |
| Manchester City Women4                        |
| Melbourne City Women ‏                         |
| Montevideo City Torque Femenino               |
| Palermo Women                                 |
| Troyes Féminine ‏                              |
| اندية تطوير الرجال تلعب في مسابقات الكبار     |
| Girona B ‏                                     |
| Manchester City EDS5                          |
| Melbourne City NPL ‏                           |
| Mumbai City Reserves ‏                         |
| New York City II ‏                             |
| Troyes Reserves                               |
| فرق التنمية النسائية تلعب في المسابقات العليا |
| Girona Femení B ‏                              |